# Mantellisaurus
Mantellisaurus (лат.) — род динозавров из клады Ankylopollexia, живших во время нижнего мела (145,0—122,5 млн лет назад). Ископаемые остатки найдены на территории Румынии, Испании, Франции, Англии и Бельгии.
Назван в честь Гидеона Мантелла, первооткрывателя игуанодона.

## История изучения
Обнаруженные британским палеонтологом Реджинальдом Уолтером Хули в Англии в 1916 году ископаемые остатки были им же описаны в 1925 году как Iguanodon atherfieldensis. В 2007 году Грэгори С. Пол выделил их в новый род Mantellisaurus. По словам Пола, по данным из многих полных и почти полных скелетов, у этого динозавра более лёгкое телосложение, чем у игуанодона, и он более тесно связан с уранозавром, делая группу игуанодонтов в её традиционном понимании парафилетической.

## Систематика
В связи частыми изменениями систематики всей группы Iguanodontia, Mantellisaurus с момента описания несколько раз переносили по разным таксонам. Сам Пол первоначально поместил род в семейство Iguanodontidae, годом позже — в надсемейство Iguanodontoidea, в 2010 году А. Т. Макдональд и др. объявили род членом новой клады Hadrosauriformes, в 2011 С. Ванг и др. — надсемейства Hadrosauroidea. В 2014 году Д. Б. Норман в ходе анализа игуанодонтов «вернул» род в семейство Iguanodontidae.

### Классификация
По данным сайта Fossilworks, на март 2016 года род является монотипическим, но в синонимику единственного вида Mantellisaurus atherfieldensis (Hooley, 1925) входят 5 независимо описанных таксонов и 2 комбинации:
- Dollodon bampingi Paul, 2008
- Heterosaurus neocomiensis Cornuel, 1850
- Iguanodon atherfieldensis Hooley, 1925
- Iguanodon gracilis (Lydekker, 1888)
- Mantellodon carpenteri Paul, 2012
- Sphenospondylus gracilis Lydekker, 1888
- Vectisaurus valdensis Hulke, 1879